# Línea de hidrógeno

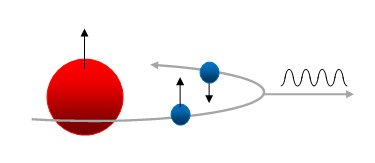
El origen de la línea de emisión de radio de 21 cm: la transición del espín paralelo al espín opuesto en un átomo de hidrógeno neutro.

La línea de hidrógeno, línea de 21 centímetros  o la línea HI consiste en la línea espectral de la radiación electromagnética que se crea por un cambio en el estado de energía de los átomos de hidrógeno neutro. Esta radiación electromagnética está en la frecuencia exacta de 1420,405751786 MHz, equivalente a la longitud de onda de 21,10611405413 cm en el vacío. Esta longitud de onda o frecuencia se encuentra dentro de la región de radio de microondas del espectro electromagnético, y son observadas con frecuencia en la radioastronomía, ya que esas ondas de radio pueden penetrar en las grandes nubes de polvo cósmico interestelar que son opacas a la luz visible.
Las microondas de la línea de hidrógeno proceden de la transición atómica entre los dos niveles hiperfinos del estado fundamental 1s del hidrógeno con una diferencia de energía de 5,87433 μeV. La frecuencia de los cuantos que se emiten por esta transición entre dos niveles de energía diferentes se da por la ecuación de Planck.
Recientemente el análisis de la radiación de 21 cm proveniente del hidrógeno del universo primitivo ha permitido fechar la aparición de las primeras estrellas del universo en unos 200 millones de años después del Big Bang